# Arroyo Tala Chico (Arroyo del Tala)
Der Arroyo Tala Chico ist ein Fluss in Uruguay.
Er entspringt auf dem Gebiet des Departamento Durazno südsüdöstlich von Rossell y Rius in der Cuchilla del Tala. Von dort verläuft er in südwestliche Richtung und mündet schließlich als linksseitig in den Arroyo del Tala, einen Nebenfluss des Río Yí.